# Johann Diederich Gries
Johann Diederich Gries, född den 7 februari 1775 i Hamburg, död där den 9 februari 1842, var en tysk översättare.
Gries stod den romantiska skolans författare nära. Han översatte skickligt Bojardos, Tassos, Ariostos och Calderóns främsta verk.